# Adrien Silva
Adrien Sébastien Perruchet Silva, född 15 mars 1989 i Angoulême, är en portugisisk fotbollsspelare.
Silva har fransk mor och portugisisk far.

## Klubbkarriär
Den 31 augusti 2017 skrev Silva på för Leicester City. Ett av de nödvändiga dokumenten för att övergången skulle gå igenom skickades inte in förrän 14 sekunder efter deadline till Fifa och de valde då att ge avslag på värvningen. Silva fick vänta till nästa transferfönster och den 1 januari 2018 blev han slutligen klar för klubben.
Den 31 januari 2019 lånades Silva ut till AS Monaco på ett låneavtal över resten av säsongen 2018/2019. Den 23 augusti 2019 lånades han återigen ut till Monaco, denna gång på ett låneavtal över säsongen 2019/2020.
Den 3 oktober 2020 värvades Silva av italienska Sampdoria. I januari 2022 värvades han av emiratiska Al Wahda.

## Landslagskarriär
Silva debuterade för Portugals landslag den 18 november 2014 i en vinstmatch mot Argentina (1–0), där han byttes in i den 66:e minuten mot André Gomes.